# Colostethus agilis
Colostethus agilis là một loài ếch thuộc họ Dendrobatidae. Đây là loài đặc hữu của Colombia. Môi trường sống tự nhiên của chúng là vùng núi ẩm nhiệt đới hoặc cận nhiệt đới và sông ngòi.